# 望月信頼
望月 信頼（もちづき のぶより）は、甲斐武田氏の一族で、戦国時代の武将。武田信繁の長男で、武田信豊の兄、武田信玄の甥に当たる。武田氏に臣従した信濃の名族望月氏を継ぐ。

## 生涯
天文16年（1547年）、武田信玄の弟・武田信繁の長男として生まれる。通称は三郎。信濃佐久郡の国衆・望月信雅の養子となり、望月氏を継いだ。
永禄4年（1561年）9月10日の第4次川中島の戦いには、本隊に加わり参陣した。
永禄7年（1564年）9月21日に死去。「武田源氏一統系図」によると18歳での病死だという。
信頼の死後、実弟の信永が望月氏の家督を継いだ。